# Pasqual Malipiero

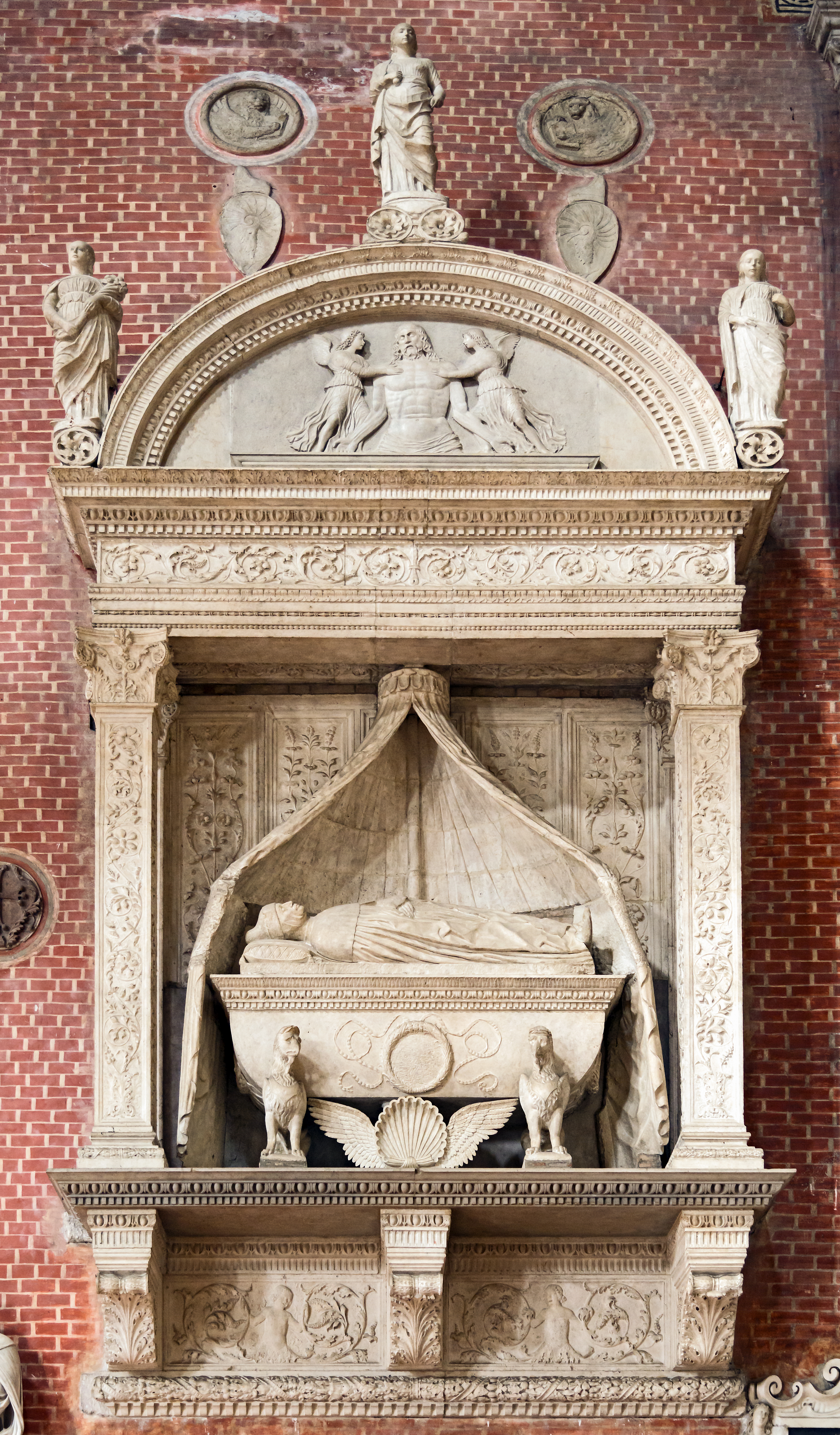
Jego grób.

Pasquale Malipiero (ur. 1392, zm. 7 maja 1462) – doża Wenecji w latach 1457–1462.